# ГАЗ-13
ГАЗ-13 «Ча́йка» — советский представительский легковой автомобиль большого и представительского класса, выпускавшийся малой серией на Горьковском автомобильном заводе с 1959 по 1981 год. Сменил модель поколения «ЗИМ» ГАЗ-12. Начиная с этой модели данный (большой) класс автомобилей становится привилегированным: прекращается их массовое изготовление и они не допускаются для использования кем-либо, кроме руководителей определённого уровня, советских послов (дипломатов) и иностранных граждан. В связи с этим ограничивается и палитра возможных цветов окрашивания кузовов. В 1977 году на смену пришла модель следующего поколения — «Чайка» ГАЗ-14.

## История создания
Десятилетие с 1950 по 1960 год в мировом автомобильном дизайне — период непрерывных проб, экспериментов и поисков новых стилистических решений, форм, материалов и технологий, что способствовало быстрому моральному устареванию автомобилей, запущенных в серию в эти годы. Именно такая участь постигла автомобиль большого класса ЗИМ-12 (1949—1960), создатели которого и без того учитывали стремительное развитие американской автомобильной моды. Уже после нескольких лет серийного выпуска, к середине десятилетия, чопорный и официозный ЗИМ на фоне своих зарубежных «одноклассников» выглядел слишком архаично. Быстро устаревали и заложенные в него в своё время технические решения. Поэтому в те годы на фоне идущего полным ходом обновления модельных рядов на ГАЗе и других «легковых» советских автозаводах — ЗИЛе, МЗМА — встал вопрос о замене ЗИМа иным, более современным внешне и технически автомобилем.
Началось всё с работ по модернизации ЗИМа. Уже в 1955 году на его базе был создан опытный образец — ГАЗ-12В. Он уже носил название «Чайка» и имел на решётке радиатора декоративную деталь в виде силуэта этой птицы. Известно как минимум два различающихся в деталях экземпляра с литерами «В» и «Г». Внешние изменения были в основном косметического характера — более изящные ободки фар, окрашенные снаружи под цвет кузова, более обобщённая решётка радиатора с клетчатым рисунком, цельное лобовое стекло, иные колпаки и молдинги на боковине, «вытянутые» задние крылья и т. д. Вместе с этим, по данным прессы тех лет, предполагалось увеличить мощность двигателя, улучшить систему тормозов и установить автоматическую трансмиссию, как на «Волге».
Однако время шло, и вскоре стало ясно, что стиль автомобиля устарел безнадёжно, и осовременить его путём рестайлинга и модернизации нельзя. Поэтому работу над новым автомобилем начали «с чистого листа». Над созданием «Чайки» (под условным обозначением ЗИМ-2) работал большой творческий коллектив конструкторов, инженеров, дизайнеров и испытателей завода: В. С. Соловьёв, Н. А. Юшманов, Г. А. Пономарёв, В. В. Гнетнев, П. Э. Сыркин, О. И. Пелюшенко, М. Мокеев, Б. Греков, а также Л. Д. Кальмансон, Б. С. Поспелов, Б. Б. Лебедев, Л. Э. Дуарте и другие. Изначально существовало два варианта названия проекта — «Чайка» и «Стрела», в итоге был выбран первый. Согласно легенде, один из конструкторов на вопрос, почему победила именно «Чайка», ответил: «Представьте себе Волгу. Кто над ней летит? Чайка. Так и у нас: „Волга“, а над ней — „Чайка“».
В те же годы на московском Заводе имени Лихачёва разрабатывали и готовили к производству новый автомобиль высшего класса — ЗИЛ-111. Первые образцы, носившие имя «Москва» (дизайнер — Валентин Ростков, главный конструктор — А. Н. Островцев), были построены в середине пятидесятых годов и даже на тот момент имели консервативный и достаточно невыразительный облик, в основном сводившийся к компиляции элементов дизайна различных устаревших американских автомобилей среднего и высшего класса первой половины 1950-х годов, преимущественно Cadillac, Packard и Buick. Понимая это, руководство завода объявило открытый конкурс (в то время в СССР это было возможно), победу в котором одержал дизайнер ГАЗа Лев Еремеев, ранее работавший над обликом ЗИМа, а в то же самое время — над «Волгой» и проектом будущей «Чайки». Им был предложен проект визуально современного, оригинального и динамичного автомобиля, созданный под явным влиянием новейших американских моделей, как то: седана Packard Patrician и кабриолета Packard Caribbean (1956 г.), которые были закуплены НАМИ для изучения.
Нельзя наверняка сказать, были ли Еремеевым использованы в работе над проектом ЗИЛа какие-либо уже имевшиеся на тот момент наработки по будущей «Чайке», или наоборот — её дизайн создавался под влиянием облика автомобиля более высокого класса. Так или иначе, стилистические темы обоих автомобилей в своих финальных вариантах явно перекликались. Впрочем, облик «Чайки» сложился далеко не сразу. Например, на некоторых из сохранившихся поисковых эскизов у неё нет характерных козырьков над фарами, вместо которых были применены обычные круглые декоративные ободки, как у «Волги». На одной из сохранившихся фотографий изображён ранний масштабный макет, имеющий передок почти в точности как на серийном ЗИЛ-111, но более скруглённую и «мягкую» пластику кузова в целом. В советских фильмах неоднократно «Чайка» «исполняла роль» ЗИЛ-111. Как правило, зрители не замечали подмены.
На основе нескольких вариантов более ранних масштабных макетов в 1955 году с участием конструктора кузова Л. Э. Дуарте и скульптора Б. Б. Лебедева были проведены работы по макетированию автомобиля в натуральную величину, в ходе которых было построено как минимум два (судя по сохранившимся фотографиям — возможно, их было и больше) полноразмерных макета, которые имели оформление, всё ещё весьма радикально отличавшееся от последовавших серийных автомобилей.
В 1956 году были построены первые ходовые прототипы, внешность которых, будучи уже ближе к будущему серийному автомобилю, всё ещё существенно отличалась в деталях.
Для нового автомобиля был спроектирован полностью новый двигатель, V8, вместо стоявшей на ЗИМе рядной «шестёрки». Он имел достаточно прогрессивную по меркам тех лет конструкцию, в частности — и блок цилиндров, и головки, и впускной коллектор, и поршни были выполнены из алюминиевого сплава — редчайшее по тем временам техническое решение (в Америке первые алюминиевые двигатели появились в начале шестидесятых годов, но особого распространения в то время так и не получили). Впоследствии модифицированные версии двигателя ГАЗ-13 также использовались в БРДМ-2, а двигатели уменьшенной размерности семейства ЗМЗ-53 — на среднетоннажных грузовиках (ГАЗ-53, ГАЗ-3307) и автобусах малой вместимости (например, ПАЗ-672 и ПАЗ-3205), и модификации ЗМЗ-523/524 производились вплоть до конца 2021 года (всего изготовлено более 6,5 млн штук). С ним была спарена полностью автоматическая гидромеханическая коробка передач, родственная КПП «Волги» ГАЗ-21, пошедшей в производство в то же время, которая существенно облегчала управление автомобилем по сравнению с предыдущей моделью. Помимо изменённых коэффициента трансформации гидротрансформатора и передаточных чисел планетарной части, коробка передач «Чайки» отличалась и механизмом управления: выбор диапазона работы трансмиссии осуществлялся кнопочным селектором, расположенным слева на панели приборов. Он имел четыре кнопки: Н — нейтраль; Д — движение; Т — торможение (скорость до 36 км/ч — первая передача, выше — вторая; не рекомендуется при движении быстрее 60—70 км/ч, аналог режима L в современных АКПП); ЗХ — задний ход.
Также, в отличие от ЗИМа, имевшего несущий кузов, конструкторы «Чайки» пошли на использование отдельной Х-образной рамы, облегчённой по сравнению с традиционной лонжеронной и весьма оригинальной для того времени. Кузов крепился к ней в 16 точках через виброизолирующие резиновые прокладки. У автомобиля с такой рамой кузов является по сути полунесущим — его силовые элементы, такие, как короба порогов, также участвуют в восприятии нагрузок наряду с самой рамой, благодаря чему достигается существенное облегчение конструкции. «Чайка» была крупнее и тяжелее ЗИМа, так что использование несущего кузова было в данном случае нерационально. Кроме того, практика длительной эксплуатации ГАЗ-12 показывала наличие определённых проблем именно с жёсткостью своего несущего кузова. Применение рамной конструкции позволило сохранить массу новой модели практически на уровне ГАЗ-12 несмотря на увеличение геометрических размеров, при этом крутильная жёсткость и долговечность кузова существенно возросли.
Впервые в продукции ГАЗа были использованы четырёхкамерный карбюратор, гидроусилитель рулевого управления, вакуумный усилитель тормозов, электростеклоподъёмники, радиоприёмник с автопоиском и антенной с электроприводом.
Что касается дизайна «Чайки», то, вопреки часто встречающимся утверждениям, он не нёс прямого сходства с конкретной иностранной моделью автомобиля (в том числе — с моделями Packard и др.), и не только за счёт совершенно иных пропорций её длиннобазного кузова с тремя рядами боковых окон, но и благодаря вполне оригинальным находкам дизайнера в пластике и оформлении. Если и говорить о стилистическом перекликании с другими автомобилями, то похожие козырьки над фарами использовали не только автомобили Packard 1955 и 1956 модельных годов, но и, в определённые годы, Lincoln (1956), Mercury (1955—1956), Plymouth (1955—1956) и другие марки, причём в качестве исходного прообраза этого стиля явно выступил концепт-кар Ford X-100, представленный ещё в 1953 году. Оформление хвостовой части «Чайки» с V-образными в профиль фонарями, имеющими горизонтальные секции поворотников, отчётливо напоминало тогдашний корпоративный стиль концерна General Motors, использовавшийся в период с середины пятидесятых до начала шестидесятых годов на автомобилях таких марок, как Chevrolet (1956—1957), Pontiac (1957), Buick (1955—1958), Holden (1960—1962), но никак не стилизованные под арки готического собора задние фонари «Паккардов». Большинство же элементов дизайна было просто характерно для «детройтского барокко» тех лет в целом (некоторые примеры такого сходства приведены в галерее изображений ниже).
- Packard Patrician, 1955
- Lincoln Capri, 1955
- Mercury, 1955
- «Чайка», 1959

- Packard Patrician, 1955
- Lincoln Capri, 1956
- Pontiac, 1957
- «Чайка», 1959

В итоге, из использованных в «Чайке» стилистических решений, напоминающих — и то отдалённо — характерные непосредственно для продукции фирмы Packard, можно назвать, пожалуй, лишь панель приборов, с характерными золотистой отделкой и перчаточным ящиком по центру, при этом компоновочно сильно отличающуюся, визуально более легкую, слегка напоминающую также панели «Олдсмобилей» тех же лет, а также — передние сигналы поворота и бампер с не менее характерными клыками — «пулями». В остальном автомобиль хоть и был создан с явной ориентацией на американский стиль, как и вся продукция ГАЗа тех лет, он всё же не был ни «стилистической копией», ни «творческим развитием» иностранной модели, не говоря уже о том, что технически «Чайка» была вполне оригинальной и прогрессивной для своего времени (облегчённая Х-образная рама, полностью алюминиевый двигатель, 3-ступенчатая гидромеханическая трансмиссия с гидротрансформатором, и т. д.) советской разработкой.
Кузов автомобилей Packard 1955—1956 модельных годов представлял собой обновлённый вариант уже устаревшего к тому времени кузова модели 1951—1954 годов, сравнительно высокого и узкого, с высоко расположенной нижней границей остекления, статичным рисунком боковины и в целом нехарактерными для второй половины 1950-х годов пропорциями. Спроектированный же с нуля кузов «Чайки» создавался без подобных ограничений, благодаря чему имел более современные обводы и пропорции. Любопытно также, что в 1955 и 1956 модельных годах фирма «Паккард» вообще не предлагала подобных «Чайке» по форм-фактору лимузинов или длиннобазных кузовов.
Отчётливо видно и стремление дизайнеров ГАЗа «вписать» дизайн «Чайки» в линейку автомобилей ГАЗ, о котором говорят выштамповка над задней колёсной аркой, как у «Волги», и не менее характерный узор выштамповок на капоте, заимствованный у ЗИМа. Впоследствии уже «Волга» ГАЗ-21 получила в ходе модернизации элементы оформления, напоминающие «Чайку», например «двухэтажные» бамперы и хромированную «птичку» на крышке багажника (с 1962 года).
В 1957 году уже было изготовлено ещё два ходовых опытных образца; они отличались от будущих серийных «Чаек» не только внешне — молдингами вокруг арок колёс, рамкой лобового стекла, задними фонарями, передними подфарниками, колпаками колёс, — но и рабочим объёмом двигателя — 4,9 литра против 5,5 л. у серийных. Вскоре они были представлены на закрытой выставке в НАМИ. Из этих двух прототипов был выбран образец, по которому началась сборка опытной серии автомобилей для государственных приёмочных испытаний. Судя по сохранившимся фотографиям и документам, можно сказать, что было изготовлено не менее 9 экземпляров, различавшихся окраской, причём у всех — двухцветной. От серийных машин они отличались уже незначительно — например, накапотным украшением в виде чайки и вызолоченной решёткой радиатора.
Автомобили опытной серии были отправлены в испытательный пробег протяжённостью около 21 000 км. В январе 1958 года экспериментальный образец с номером «Э-2», имевший бирюзово-молочную окраску, был отправлен на выставку Expo '58 в Брюсселе, Бельгия, где экспонировался с апреля по октябрь того же года и был удостоен Диплома Гран-При (вместе с ГАЗ-21 и ГАЗ-52).
Официально датой начала выпуска ГАЗ-13 «Чайка» считается 16 января 1959 года, но на самом деле первые автомобили сошли со стапелей ГАЗа ещё осенью 1958. Первые выпущенные автомобили имели ряд незначительных отличий от последующих, например, иное расположение шильдика «Чайка» сзади.
В течение следующих нескольких лет «Чайки» многократно экспонировались на автомобильных и промышленных выставках за рубежом, в том числе в городах Брно, Будапеште, Женеве, Нью-Йорке, Лейпциге и Мехико. В Нью-Йорке на советской выставке 1959 года (ответной на американскую выставку в СССР того же года) была представлена одноцветная «Чайка» (скорее всего — чёрного цвета), но с характерным для двухцветных машин салоном (с алой тканевой обивкой, имевшей «шахматный» узор). На протяжении нескольких лет двухцветная бордово-бежевая «Чайка» экспонировалась на ВДНХ в павильоне «Машиностроение».
Многие конструктивные решения «Чайки» были впоследствии использованы при проектировании модели среднего класса, «Волги» ГАЗ-24, в частности — передняя подвеска на резинометаллических шарнирах, рулевое управление с задней трапецией, телескопические амортизаторы, саморегулирующиеся тормозные цилиндры, вакуумный усилитель тормозов и так далее. На начальном этапе проектирования этого автомобиля даже предусматривался переход к отдельной раме, аналогичной раме «Чайки».

## Хронология выпуска
В 1961 году в дополнение к базовому седану был разработан и вариант с кузовом «кабриолет» (в других источниках — «фаэтон»), получивший обозначение ГАЗ-13Б. У него имелся складной тент с электрогидравлическим приводом, рамки стёкол дверей отсутствовали — вместо них на самих боковых стёклах были лёгкие металлические окантовки, убиравшиеся вместе с ними. В сложенном состоянии тент укладывался в ниши по бокам от заднего сиденья, поэтому на нём помещалось только два человека, а общее число посадочных мест снизилось до шести. До настоящего времени сохранилось всего около 10 экземпляров.
Кроме того, с 1961 года в производственной программе значился и вариант с кузовом «лимузин», имевший перегородку в салоне — ГАЗ-13А. Сохранился только один экземпляр.
Выпуск автомобиля к этому времени достиг 150 штук в год, и впоследствии оставался примерно на этом же уровне.
В 1962 году базовая модификация ГАЗ-13 получила незначительное техническое и внешнее обновление, в частности, появился карбюратор К-114 (вместо К-113), новый приёмник с дополнительным регулятором громкости в левом подлокотнике заднего дивана, новые колёса с более простыми колпаками. Салоны автомобилей стали обшивать сукном парадных офицерских шинелей серого цвета.
В начале 1970-х годов «Чайка» получила боковое зеркало заднего вида на левой двери.
В конце 1970-х годов, параллельно с выпуском «Чайки» ГАЗ-14 и по её образцу, на ГАЗ-13 был модернизирован салон. Вместо латунной сетки на панели приборов появилась плёнка с текстурой «под дерево», диваны и обивочные панели дверей стали обтягивать велюром горчичного или зелёного цвета. Появился новый радиоприёмник — транзисторный, с коротковолновым диапазоном. Именно такой автомобиль — один из последних выпущенных экземпляров — выставлен в музее ОАО «ГАЗ».
Автомобили семейства ГАЗ-13 «Чайка» были сняты с производства в апреле 1981 года. Всего было изготовлено примерно 3180 автомобилей всех модификаций этой модели.

## Модификации

### Модификации, производившиеся на ГАЗе
Сам ГАЗ выпускал «Чайку» в следующих модификациях:
- ГАЗ-13 — абсолютное большинство «Чаек» имело закрытые четырёхдверные кузова с тремя рядами сидений без внутренней перегородки;
- ГАЗ-13А — по спецзаказам, в основном Министерства обороны, выпускались автомобили с установленной внутренней перегородкой между водительским и пассажирским отделениями;
- ГАЗ-13Б — эти машины имели открытый кузов типа «фаэтон», или — в других источниках — «кабриолет»; мягкий верх поднимался и опускался электрогидравлической системой, управляемой с места водителя; количество изготовленных фаэтонов, по разным оценкам, составляет не более 20 штук[6].

### Сторонние модификации

#### ГАЗ-13С
Санитарный вариант — ГАЗ-13С с кузовом универсал выпускался на заводе РАФ в 1973—1982 годах, было выпущено примерно 20 штук, из которых сохранилось порядка 12, один из которых можно увидеть в Музейном комплексе УГМК (Свердловская область, г. Верхняя Пышма). Автомобили предназначались для обслуживания высшей номенклатуры; чтобы не выделяться и не обращать на себя внимание, они были окрашены в «протокольный» чёрный цвет и не имели снаружи никаких надписей и крестов. В салоне, рядом с носилками, было отведено два места для персонала — одно в изголовье, другое сбоку, с правой стороны (по ходу движения). Запасное колесо помещалось в нишу за левой задней фальшдверью. Универсалы собирались вручную из готовых седанов и поэтому все имели некоторые отличия. Довольно серьёзная переделка базовой модели позволяла заводчанам с полным правом установить на задней двери рядом с надписью «Чайка» собственный логотип.
Известны также два универсала-катафалка, переоборудованных по специальному заказу для Вьетнама, имевшие лишь два боковых окна в передних дверях и оснащённые японскими кондиционерами для поддержания температуры 16 °C.

#### Киносъёмочная «Чайка»
Было изготовлено несколько «Чаек», переделанных в киносъёмочные машины. Крыша за сиденьем водителя срезалась и устанавливались площадки для кинотехники в салоне и перед передним бампером. Две таких машины эксплуатировались на Мосфильме. Вероятно, вариантами киносъёмочных машин были и полуфаэтоны, один из которых был изготовлен в Черниговском АТП. Они имели мягкую откидную крышу над задними сиденьями при сохранявшихся рамках задних дверей.

#### Прочие модификации
Известны и несколько «передельных» парадных фаэтонов на базе «Чайки». Например, лидеры ГДР — Вальтер Ульбрихт, позднее — Эрих Хонеккер использовали парадную «Чайку» с высоким поручнем вокруг салона. Два таких парадных фаэтона, переделанных из обычных седанов ГАЗ-13, на данный момент используются в Таджикистане.
В начале выпуска модели, когда в эксплуатации ещё сохранялись автомобили предыдущего поколения, существовали переделки «Чайки» с кузовными панелями от ЗИМа — так называемый «овцебык» или «ослобык». Их сооружали на военных ремзаводах по желанию некоторых номенклатурных работников, которым «Чайка» по рангу положена не была.
Есть неподтверждённая информация о двух спецмодификациях седана — машина связи и сопровождения, имевшая оборудование спецсвязи марки «Роса», и машина-толкатель («таран» с усиленным передком, идущий впереди правительственной колонны).
Как минимум два автомобиля ГАЗ-13 имели двухдверный кузов типа купе. По сути эти автомобили были довоенными Mercedes 320 с двигателем ГАЗ-51 и кузовными панелями «Чайки».
Из списанных «Чаек» была изготовлена как минимум одна железнодорожная мотодрезина.
- ГАЗ-13
- Вид сбоку
- Вид сзади
- Задние фонари
- Панель приборов и салон
- Задний диван
- Фаэтон ГАЗ-13Б
- ГАЗ-13, переделанный в автодрезину

## Проект модернизации
Из-за исключительно быстрой, по сути ежегодной смены модельных рядов в США во второй половине пятидесятых годов, уже к началу следующего десятилетия «Чайка» при вполне адекватном техническом уровне потеряла визуальную свежесть своего дизайна. Поэтому в 1961 году, параллельно с работами по модернизации массовой модели среднего класса ГАЗ-21 «Волга», была предпринята попытка обновления и внешности автомобиля большого класса. На сохранившихся фотографиях прототипа видно новое оформление передка с горизонтально-полосной решёткой радиатора на всю ширину автомобиля, четыре фары уменьшенного диаметра под более широкими козырьками, более квадратный передний бампер. Боковина осталась прежней. Задняя часть, вероятно, также имела изменённое оформление, но фотографий прототипа сзади не известно. Салон имел отделку из современных синтетических материалов ярких цветов.
Тем не менее, это предложение не было принято к серийному производству, и, в отличие от претерпевшего в 1963 году рестайлинг автомобиля ЗИЛ-111 более высокого класса, «Чайка» на протяжении всего выпуска внешне практически не изменилась.
По одной из версий, причина этого была в том, что исходное сходство «Чайки» с ЗИЛом более высокого класса «наверху» было воспринято как нарушение установленного типажа представительских автомобилей. И действительно, если ЗИМ и по габаритам, и по числу цилиндров двигателя уступал современному ему ЗИС-110, да и по дизайну весьма от него дистанцировался, то «Чайка» и внешне, и по размерам, и по характеристикам вплотную приблизилась к ЗИЛ-111. Поэтому ЗИЛ-111 был через четыре года после начала выпуска видоизменён внешне, что позволило визуально «развести» его с «Чайкой», и впоследствии дизайн легковых автомобилей этой марки менялся сравнительно регулярно, а вот модернизированная версия «Чайки» ГАЗ-13 в серию так и не пошла.
По другой версии, проект модернизации не был утверждён художественным советом завода как заведомо устаревший.

## Эксплуатация
В отличие от ЗИМа, который официально находился в свободной продаже населению (хотя и по очень высокой цене — 40 000 рублей, более чем в два раза дороже «Победы»), «Чайка» никогда не была товаром народного потребления, даже не имела установленной розничной цены.
Причины, побудившие руководство страны запретить продажу машины, называются разными. Розничная цена «Чайки» составила бы 17 500 рублей, что при цене на «Волгу» в 5 500 рублей было просто астрономической суммой. Никаких подтверждённых данных об автомобилях данной марки, новыми попавшими в личное пользование граждан, нет. В разное время Чайки были подарены Валентине Терешковой, Фиделю Кастро, Георгию Жукову, Михаилу Шолохову, Галине Улановой. Автомобиль Терешковой был единственной машиной, окрашенной в белый цвет. «Чайки» были прикреплены к указанным лицам и обслуживались, в частности, Московской автобазой № 12 (позже — Первый автокомбинат).
«Чайки» использовались в качестве персонального транспорта высшей номенклатуры (преимущественно — министров, первых секретарей обкомов), который выдавался как составная часть положенного «пакета» привилегий. Служили они и в посольствах, как самого СССР за границей, так и других стран в СССР.
И седаны, и кабриолеты «Чайка» использовались на парадах, подавались при встречах иностранных лидеров, видных деятелей и героев, применялись в качестве машин сопровождения.
Также «Чайки» поступали в «Интурист», где, в свою очередь, их могли заказать все желающие для использования в качестве свадебных лимузинов.
С автомобилем ГАЗ-13 связано несколько громких ДТП. Так, в 1966 году на этом автомобиле попал в тяжелую аварию командующий Московским военным округом генерал армии А. П. Белобородов. В 1970 году в Минске на «Чайке» в ДТП со смертельным исходом попал заместитель Председателя Совета Министров БССР Г. Я. Киселев. В 1976 году на «Чайке» попали в ДТП и погибли Председатель Президиума Верховного Совета БССР Ф. А. Сурганов и командующий 26-й воздушной армии Л. И. Беда, которые ехали из Беловежской пущи. На «Чайке» в 1980 году погиб первый секретарь ЦК Коммунистической партии Белоруссии П. М. Машеров. Именно гибель Машерова и послужила причиной скорого прекращения производства морально устаревшей к этому времени машины. В 1982 году возле Тбилиси на «Чайке» попал в ДТП и погиб председатель Совета министров ГССР Зураб Патаридзе.
В наше время некоторые из автомобилей «Чайка» всё ещё используются в качестве свадебного автомобиля.
А основная масса аутентичных экземпляров находится в частных коллекциях и музеях по всему миру. Двигатель ГАЗ-13 в несколько изменённом виде использовался также в грузовике ГАЗ-53, производство которого продолжалось до 1993 года.
В 2013 году во время празднования 50-летия полёта Терешковой на корабле «Восток-6» во время поездки по Ленинскому проспекту была использована «Чайка».
На 2016 год два фаэтона ГАЗ-13, переделанные из седанов, используются в качестве парадных автомобилей в Душанбе (Таджикистан).

## В игровой и сувенирной продукции
Масштабные модели ГАЗ-13 выпускались п/о «Агат» (ранее известном как п/о «Радон», на котором до 1987 года модель имела номер А15), а также в «Русской серии» от Autotime.
В 1990-х годах модель «Чайки» от «Агата» стали выпускаться с чёрным салоном (вместо белого) и пластмассовым днищем. Качество литья стало ухудшаться. В 2007 году на «Чайки» вернули металлические днища, окрашенные в чёрный цвет.
Модели «Агата» и «Тантала» внешне различаются формой и цветом колпаков на колёсах — «агатовская» модель имела целиком металлизированные колпаки. Также «агатовские» модели отличались заметно более светлой фурнитурой, чем у «танталовских» (на старых моделях она желтоватая).
Медицинский универсал ГАЗ-13С выпускался также на базе «агатовской» модели В. Сальниковым (Челябинск) и фирмой «Скейл» (Санкт-Петербург), а в 2012 году модель вышла в журнальной серии «Автолегенды СССР».
Модели фаэтона ГАЗ-13Б выпускались как «Агатом» из бракованных «Чаек», так и частными мастерскими.
В 2006 году фирма «Autotime» выпустила модель «Чайки» ГАЗ-13А в масштабе 1:43. Модели окрашивались в традиционный чёрный, красно-белый и чёрно-белый цвета. Кроме того предлагались никогда не существовавшие в реальности модификации — такси, ГАИ, скорая помощь и госбезопасность с гербом СССР.
В 2009 году масштабная модель «Чайки» ГАЗ-13 представительского чёрного цвета вышла в рамках проекта «Автолегенды СССР» от издательства «ДеАгостини» (выпуск № 13). Также в 2012 году в рамках этого же проекта вышла модель санитарного универсала «ГАЗ-13С» чёрного цвета (выпуск № 89).
В 2010 году вышла «Чайка» белого цвета от фирмы IST-models с более качественной, чем у журнальной, фурнитурой.